# Haeromys margarettae
Haeromys margarettae — вид гризунів родини мишевих (Muridae). Він обмежений островом Борнео, в провінціях Саравак (Малайзія) і Сабах (Малайзія). Його природне місце проживання — субтропічні або тропічні сухі ліси.

## Морфологічна характеристика
Це дрібний гризун із довжиною голови й тулуба від 54 до 77 мм, довжиною хвоста від 97 до 144 мм і довжиною стопи від 15 до 20 мм. Верх темно-червоно-коричневий, із сіруватими відблисками на спині та світліший із боків, а черевні частини білі. Вуха малі, овальні та практично безволосі. Вуса довгі, чорні. Ноги білі з темною поздовжньою плямою на спині. Хвіст значно довший за голову й тулуб, рівномірно світло-зеленувато-сірий, дрібно вкритий волоссям, приблизно з 17 кільцями лусочок на сантиметр.

## Поведінка
Це деревний вид. Харчується фруктами.